# Đại lý xe hơi

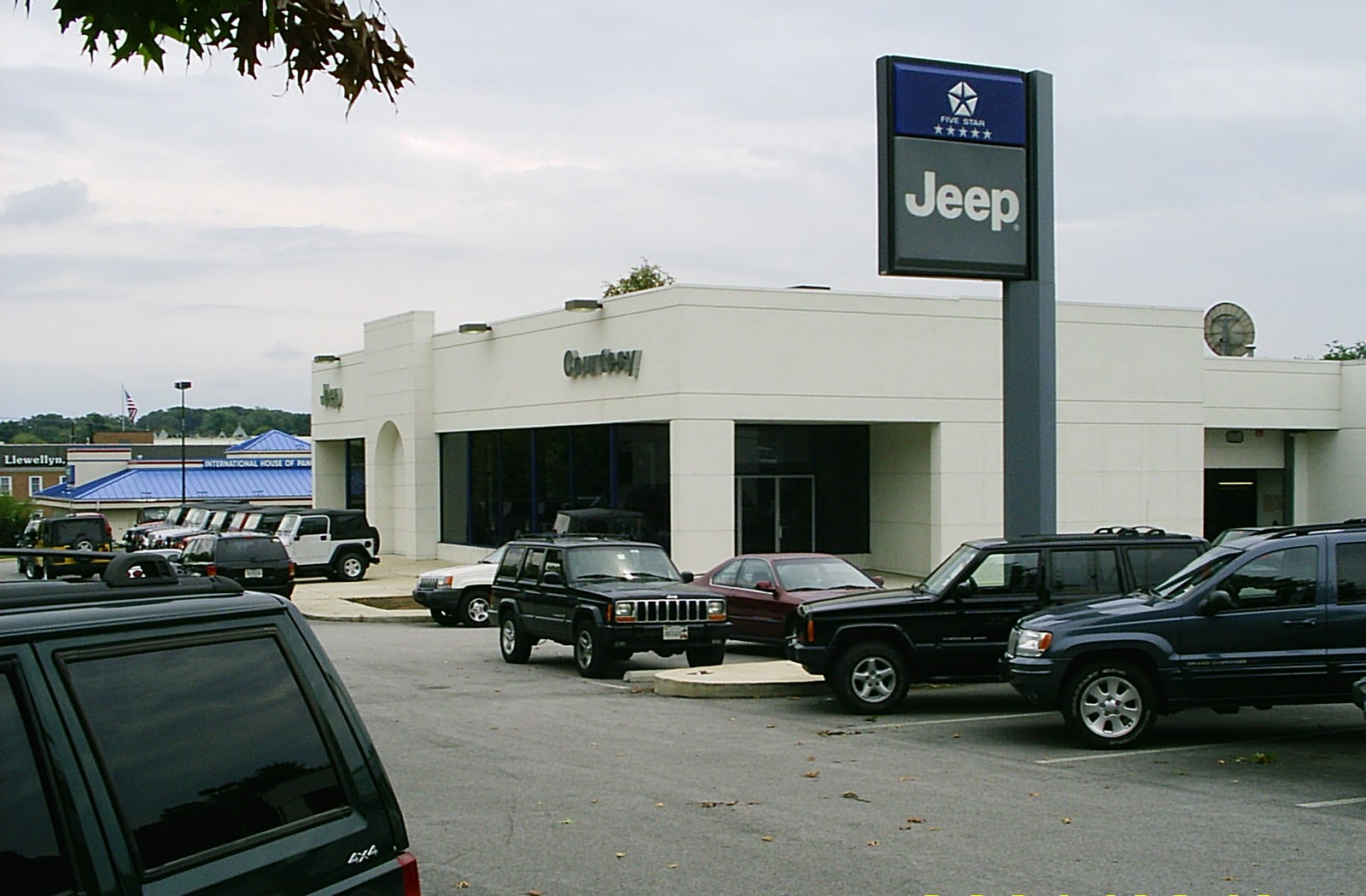
Đại lý ô tô/xe hơi điển hình (trong trường hợp này là đại lý xe jeep) bán xe đã qua sử dụng bên ngoài, xe mới trong phòng trưng bày, cũng như lối vào xe vào các bộ phận và khu vực dịch vụ ở phía sau tòa nhà

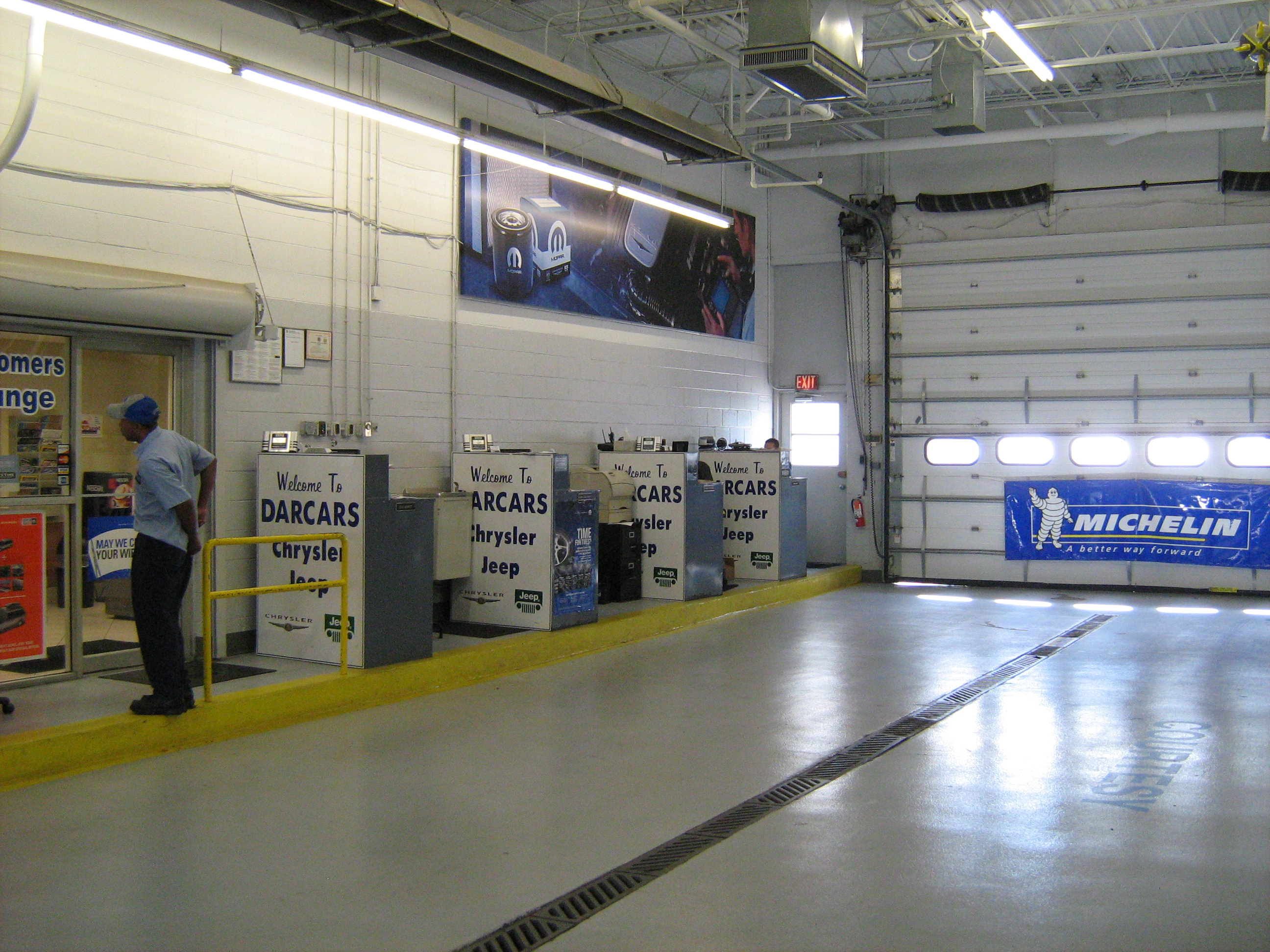
Lối vào của Dịch vụ và sửa chữa

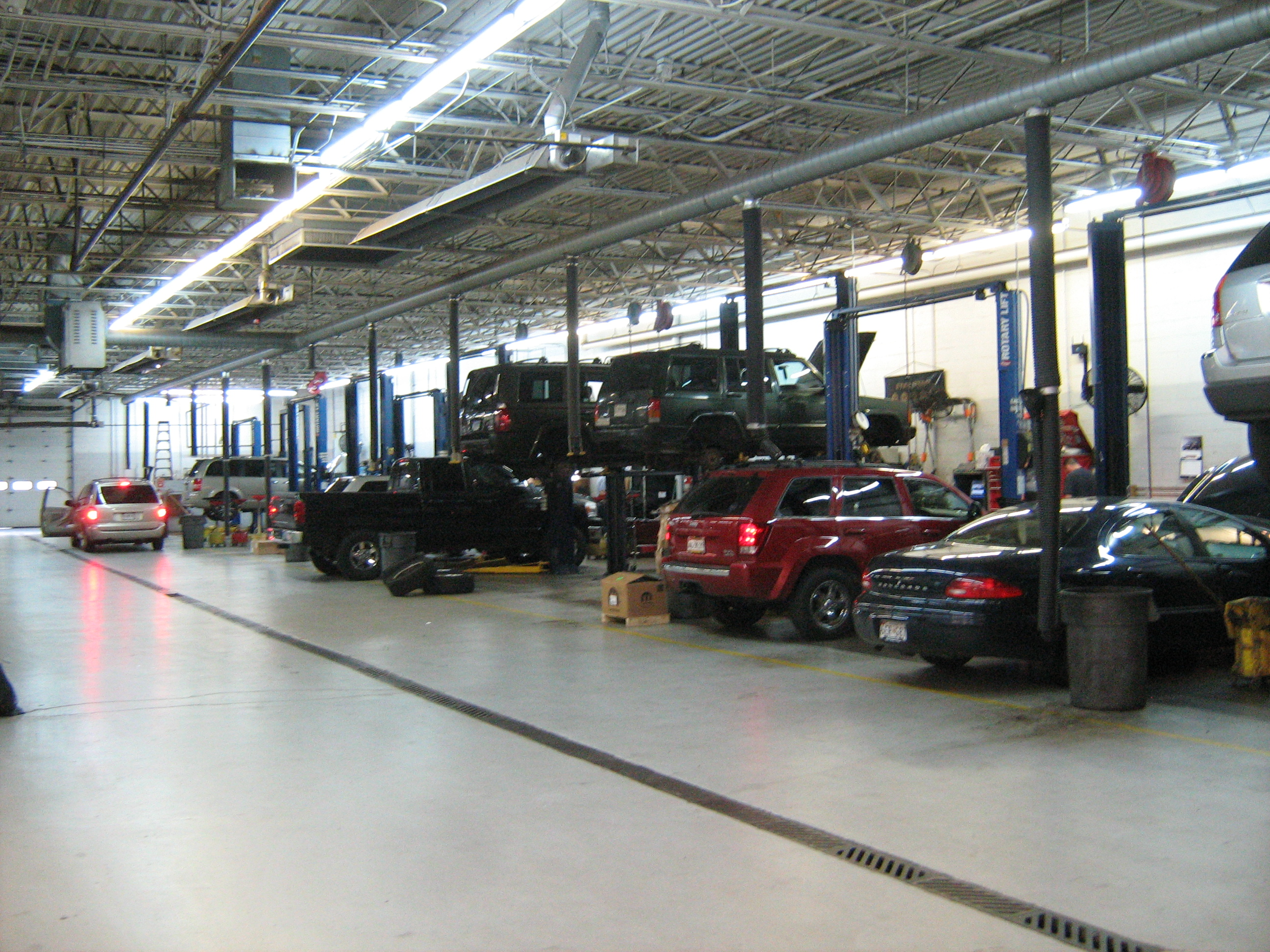
Dịch vụ sửa chữa ô tô

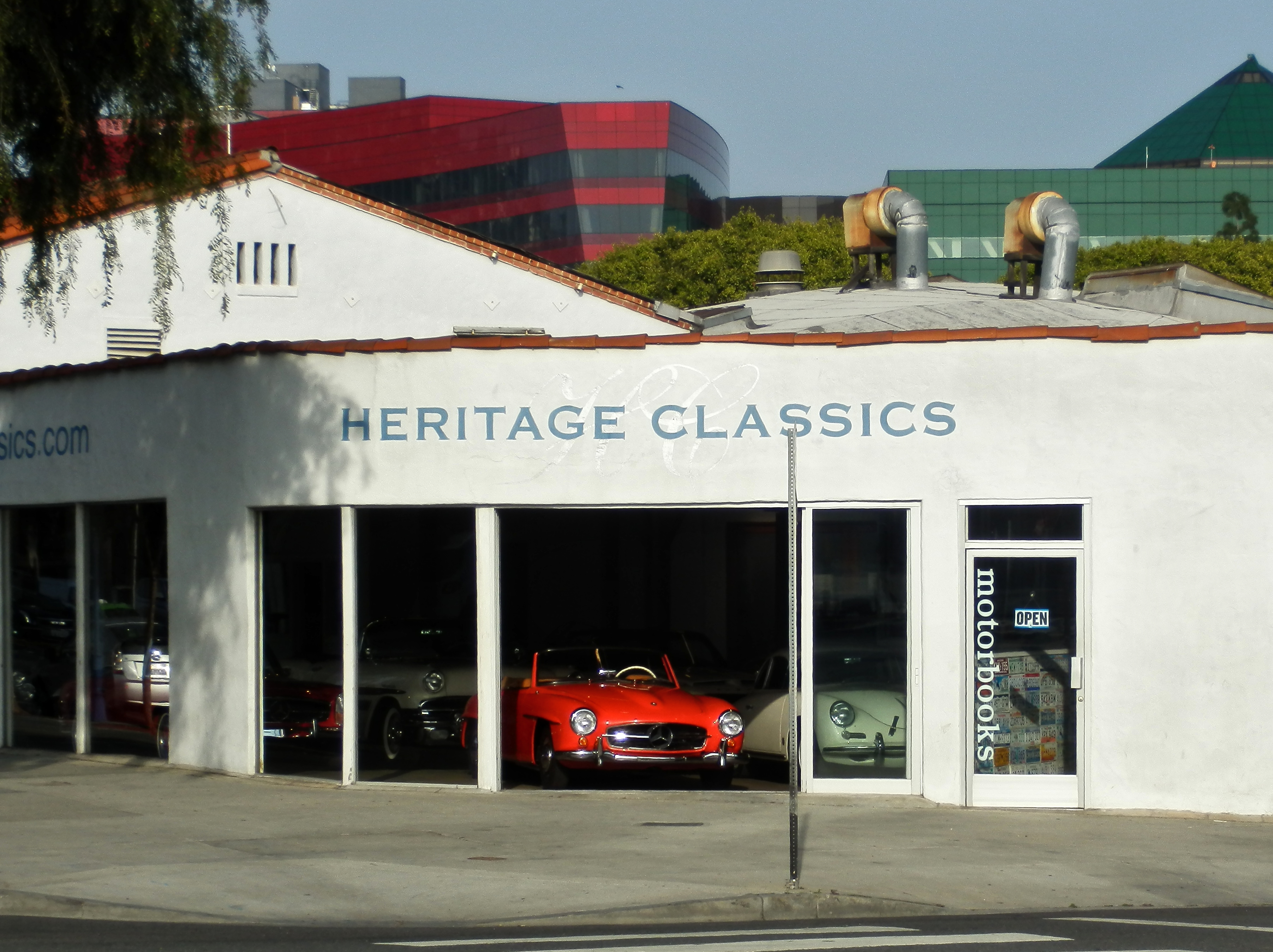
Đại lý xe cổ

Đại lý xe hơi hoặc đại lý ô tô / công ty phân phối xe địa phương là một doanh nghiệp bán xe mới hoặc đã qua sử dụng ở cấp độ bán lẻ, dựa trên hợp đồng đại lý với một nhà sản xuất ô tô hoặc công ty con bán hàng. Nó sử dụng nhân viên bán ô tô để bán xe ô tô của họ. Nó cũng có thể cung cấp dịch vụ bảo dưỡng cho xe hơi, và thuê các kỹ thuật viên ô tô để dự trữ và bán phụ tùng ô tô dự phòng và xử lý các yêu cầu bảo hành.

## Đại lý xe hơi đa thương hiệu
Đại lý xe hơi đa thương hiệu và đa nhà cung cấp bán xe từ các nhà sản xuất ô tô khác nhau và độc lập. Một số chuyên về xe chạy điện.